# Jacques Perrin (sculpteur)
Pour les articles homonymes, voir Jacques Perrin (homonymie) et Perrin.
Jacques Perrin, né Mamert Jacques Perrin à Lyon le 30 juillet 1847 et mort à Paris (9e arrondissement) le 8 octobre 1915, est un sculpteur français.

## Biographie

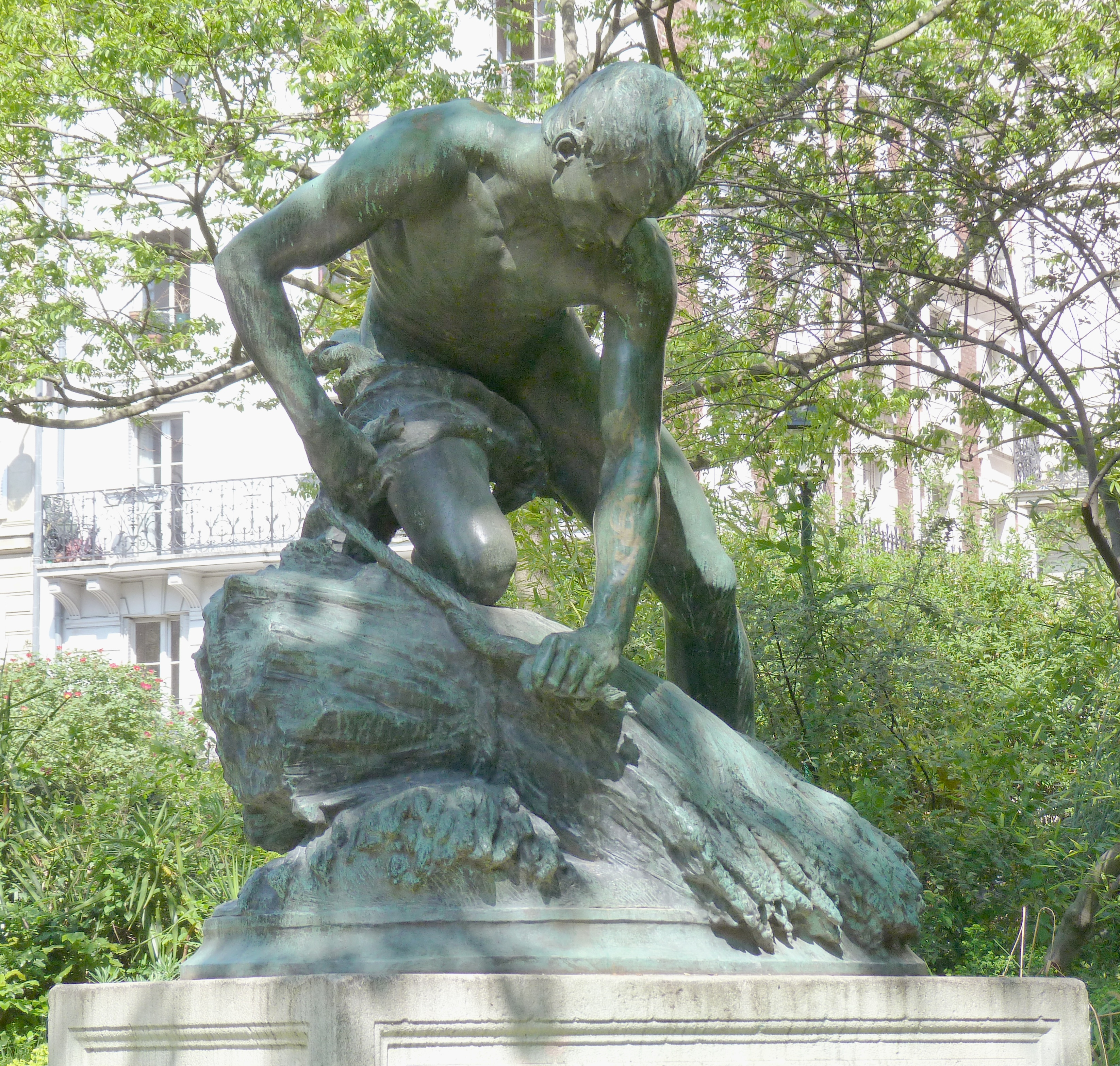
Le Botteleur (1891), bronze, Paris, square Maurice-Gardette.

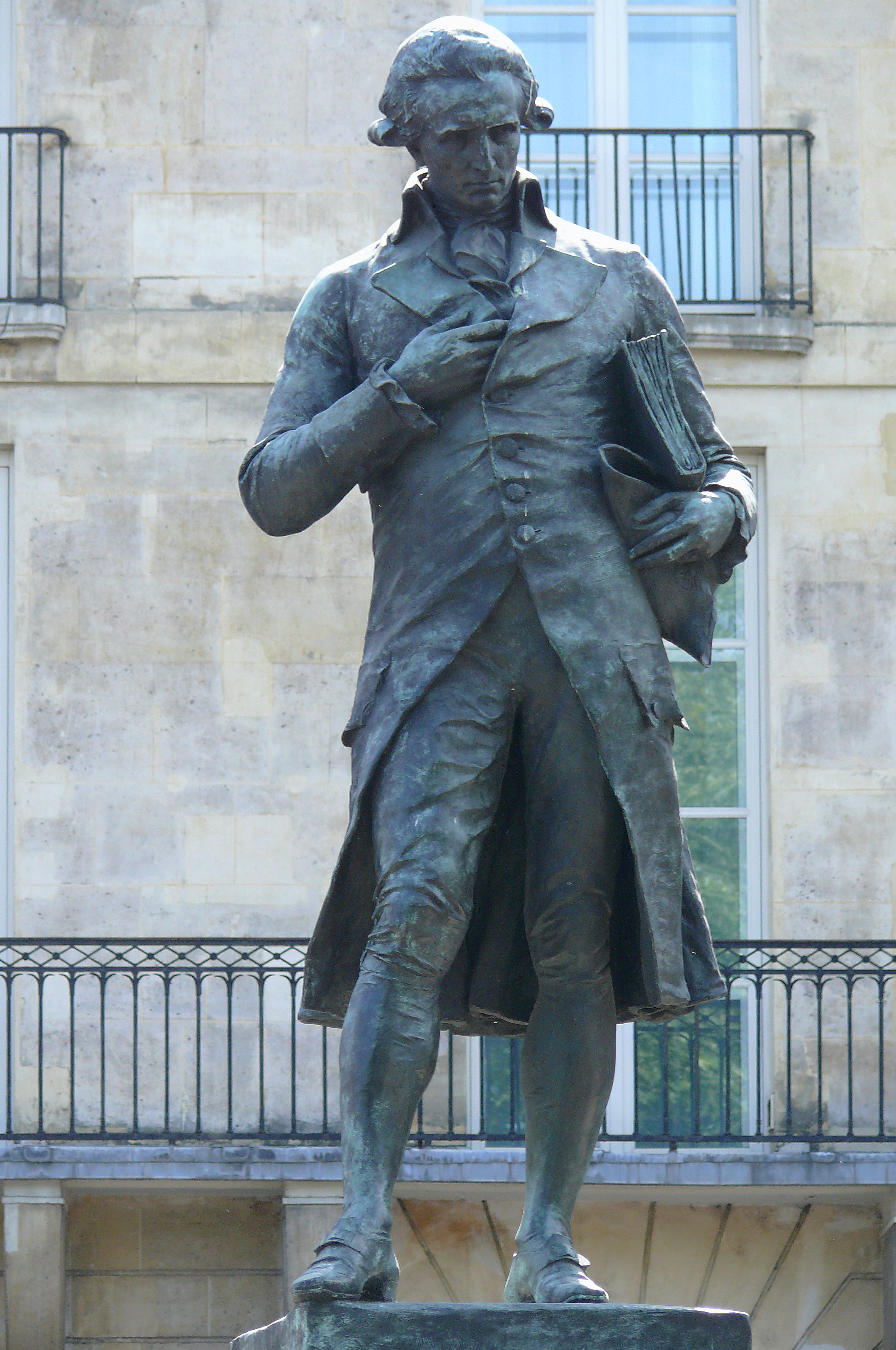
Monument à Condorcet (bronze de 1989 remplaçant celui de 1894 qui fut détruit en 1942), détail, Paris, quai de Conti.

Élève d'Auguste Dumont à l'École des beaux-arts de Paris, Jacques Perrin obtient le second prix de Rome de sculpture en 1875. Il débute au Salon de 1879, et y présentera des œuvres jusqu'en 1910.

## Œuvres dans les collections publiques
- Amiens, boulevard de Belfort : La Conscience, 1907, statue en marbre.
- Paris, quai de Conti : Monument à Condorcet, 1894. Le monument est inauguré le 14 juillet 1894, à l'occasion du bicentenaire de la mort de Condorcet. Envoyé à la fonte en 1942 par le régime de Vichy, il est rétabli à l’identique à partir du modèle en plâtre en 1989 dans le cadre des célébrations du bicentenaire de la Révolution française[3].
- Paris, square Maurice-Gardette : Le Botteleur, 1888, bronze, installé dans le square en 1891. Le modèle en plâtre a été présenté au Salon de 1886, et est actuellement présenté au Petit Palais.

## Salons
- 1879 : Tobie, statue en plâtre[4]
- 1880 : Saint Jean Baptiste, statue en plâtre ; Marguerite, buste en plâtre.
- 1881 : Buste de M. C…, buste en plâtre.
- 1882 : Pandore, statue en plâtre[5].
- 1883 : Portrait de Mlle S.L., buste en marbre ; Portrait de Mme S.V., buste en plâtre.
- 1884 : La Trahison de Judas, haut-relief en plâtre.
- 1885 : Portrait de M. J. V., buste en plâtre ; Portrait de Mlle J.L., médaillon en faïence.
- 1887 : Portrait de M. E. D., buste en plâtre; Le Maître de l'œuvre (XIIIe siècle), statuette en bronze.
- 1888 : (hors-concours) Pro patria, groupe en plâtre ; Le Botteleur, statue en bronze.
- 1889 : (hors-concours) L'Amour mendiant, statuette en bronze.
- 1890 : Mlle M.P., buste en plâtre.
- 1891 : Mme L., buste en plâtre.
- 1892 : Condorcet, statue en bronze ; Lutteurs, groupe en plâtre.
- 1894 : Portrait de Mme Germaine D., buste en marbre.
- 1900 : Condorcet, Maternité, modèles en plâtre.
- 1903 : Pietà et Le Sommeil de la Vierge, récompensé par une médaille d'argent[6].

## Élèves
- Edmond-Émile Lindauer
- Gustave Henri Marchetti